# Храм Сретения Господня (Заостровье)
Храм Сретения Господня — действующий православный храм Архангельской и Холмогорской епархии Русской православной церкви, расположенный в деревне Рикасово на территории Заостровского сельского поселения Приморского района Архангельской области Российской Федерации, в десяти километрах от Архангельска.

## История
Первые упоминания о существовании в Заостровье православного прихода относятся к XVI веку, к временам правления Ивана Грозного. Известно, что построенные в Заостровье церкви сгорали в результате пожаров, страдали от ударов молний и саморазрушались. Одна из них была перевезена в Соломбалу. Единственным сохранившимся в Заостровье до наших дней деревянным сооружением XVII века является храм Покрова Божией Матери, строительство которого было завершено в 1688 году. В настоящее время он не действует и требует реставрации (последняя была сделана ещё в 1915 году).
В 1808 году в нескольких десятках метрах от храма Покрова Божией Матери был заложен каменный храм Сретения Господня, который был освящён в 1827 году, а строительство было полностью завершено семьдесят лет спустя после закладки, в 1878 году.
В храме шесть престолов, которые были перенесены сюда из прежних храмов. Главный, Сретенский престол, находится в нижнем этаже. Рядом с ним с южной стороны расположен придел Николая Чудотворца. На верхнем этаже храма Сретения Господня ещё три престола: во имя мучеников Флора и Лавра, во имя апостолов Петра и Павла и во имя преподобных Онуфрия и Петра Афонского. Каменная шатровая колокольня была закончена в 1854 году, а в 1896 году в трапезной храма был устроен придел во имя великомученика Пантелеимона. Представители Церкви утверждают, что звон отлитого в 1875 году большого колокола весом в двести десять пудов был слышен даже в Архангельске. Однако в начале 1930-х годов большевики сбросили его вниз и увезли на переплавку.
Храм Сретения Господня состоит из трёх объёмов: сеней с звонницей наверху, трапезной и собственно храма, который, вместо традиционной алтарной апсиды, украшает стройный портик с колоннами, соответствующими стилю позднего классицизма. Храм увенчан пятью главами, свойственными для зодчества XVII века.
Материалы для строительства завозились на баржах по судоходной в то время реке Заостровке. На средства богатого крестьянина-мецената Андрея Алексеевича Чистякова на нижнем этаже храма был устроен новый иконостас. Он же разыскал и оплатил работу столичных мастеров по росписи стен и верхних сводов храма Сретения Господня.
До Октябрьской революции 1917 года кроме церковных зданий погосту принадлежали три дома, в которых жили священнослужители. Также при церкви функционировали Рикасовское сельское училище и две церковно-приходские школы (в деревнях Лянецкое и Перхачево). С приходом советской власти дома были экспроприированы, имущество разграблено, а школы закрыты.
Церковь Сретения Господня — одна из приблизительно двух сотен в стране, которая в период советской власти ни разу не закрывалась. Тем не менее, в начале 1930-х годов были арестованы священники храма. Отец Фёдор (Тамицкий) так и не вернулся из ГУЛАГа, отец Александр (Лыткин) был расстрелян чекистами в 1933 году, а диакон Арсений (Жаровов) был отправлен на строительство Беломоро-Балтийского канала, но вернулся в 1939 году. После Великой Отечественной войны он был рукоположен в пресвитеры и являлся настоятелем храма с 1947 по 1949 год. Репрессиям подверглись также отец Андрей (Попов) и отец Иоанн (Козмин).
В 1932 году по Стране Советов шёл процесс перерегистрации приходских общин, с целью закрытия храмов (в развитие Постановления ВЦИК и СНК РСФСР от 8 апреля 1929 г. «О религиозных объединениях»). Более четырёхсот прихожан поставили свои подписи под обязательством сохранять и содержать храм. Старостой прихода в то время была Москалёва Маремьяна Алексеевна.
В 1940-е годы за посещение церкви отбирали продуктовые карточки на несколько дней. На Рождество и Пасху возле храма стояли комсомольские патрули, которые записывали всех посетителей прихода.
В 1950-е годы собирались разместить в нём электростанцию.
В 1990-х годах был начат капитальный ремонт храма. Вокруг него был снят культурный слой, перекрыта крыша, впервые проведено отопление, заменены кресты и лемех на куполах, храм был отштукатурен и побелен.
В 2003 году на средства благотворителей были отлиты и установлены новые колокола.
В сентябре 1996 года в возвращенном приходу здании приходского училища по благословению правящего епископа Тихона вновь открыта воскресная школа для детей.
Настоятелем прихода является протоиерей Евгений Соколов.

## Контактная информация
- 164415, Архангельская область, п/о Рикасово, Приморского района, телефон: 8(8182)254248.

## Духовенство храма
- иерей Димитрий Костюченко